# Sarah Bouyain
Sarah Bouyain (n. 1968) este un regizor și scriitor din Burkina Faso.

## Filme
- Les Enfants du Blanc (2000), film cu tematica metisajului colonial

## Cărți
- Métisse façon (2003)